# Stora Värmen
Stora Värmen är en sjö i Sävsjö kommun och Växjö kommun i Småland och ingår i Lagans huvudavrinningsområde. Sjön är 19 meter djup, har en yta på 2,59 kvadratkilometer och befinner sig 205 meter över havet. Vid provfiske har bland annat abborre, bergsimpa, braxen och gädda fångats i sjön.

## Delavrinningsområde
Stora Värmen ingår i det delavrinningsområde (634143-142364) som SMHI kallar för Utloppet av Stora Värmen. Medelhöjden är 219 meter över havet och ytan är 23,48 kvadratkilometer. Det finns inga delavrinningsområden uppströms utan avrinningsområdet är högsta punkten. Vattendraget som avvattnar avrinningsområdet har biflödesordning 4, vilket innebär att vattnet flödar genom totalt 4 vattendrag innan det når havet efter 233 kilometer. Delavrinningsområdet består mestadels av skog (64 %) och jordbruk (10 %). Avrinningsområdet har 3,14 kvadratkilometer vattenytor vilket ger det en sjöprocent på 13,4 %.

## Fisk
Vid provfiske har följande fisk fångats i sjön:
- Abborre
- Bergsimpa
- Braxen
- Gädda
- Lake
- Löja
- Mört
- Sik
- Siklöja